# Kirchberg bei Mattighofen
Kirchberg bei Mattighofen är en ort och kommun  i Österrike. Den ligger i distriktet Braunau am Inn i förbundslandet Oberösterreich, 240 kilometer väster om huvudstaden Wien. 
Kommunen består av 26 orter (Ortschaften) (inom parentes invånarantal 1 januari 2024):

- Aigen (209)
- Alterding (10)
- Angelberg (7)
- Bermading (25)
- Buch (21)
- Eglsee (9)
- Entham (19)
- Ersperding (28)
- Gopperding (28)
- Gumping (11)
- Hilprechtsham (43)
- Iming (53)
- Kirchberg bei Mattighofen (288)
- Kobl (8)
- Lamperding (9)
- Moosdorf (35)
- Oberkreit (19)
- Obermaisling (11)
- Sauldorf (220)
- Setzka (13)
- Siegertshaft (70)
- Thal (2)
- Unterkreit (10)
- Untermaisling (11)
- Walterding (17)
- Wendling (115)